# NHK金沢放送局
NHK金沢放送局（エヌエイチケイかなざわほうそうきょく）は、石川県を放送対象地域とする日本放送協会（NHK）の地域放送局。テレビとラジオで県域放送を行っている。

## 概要

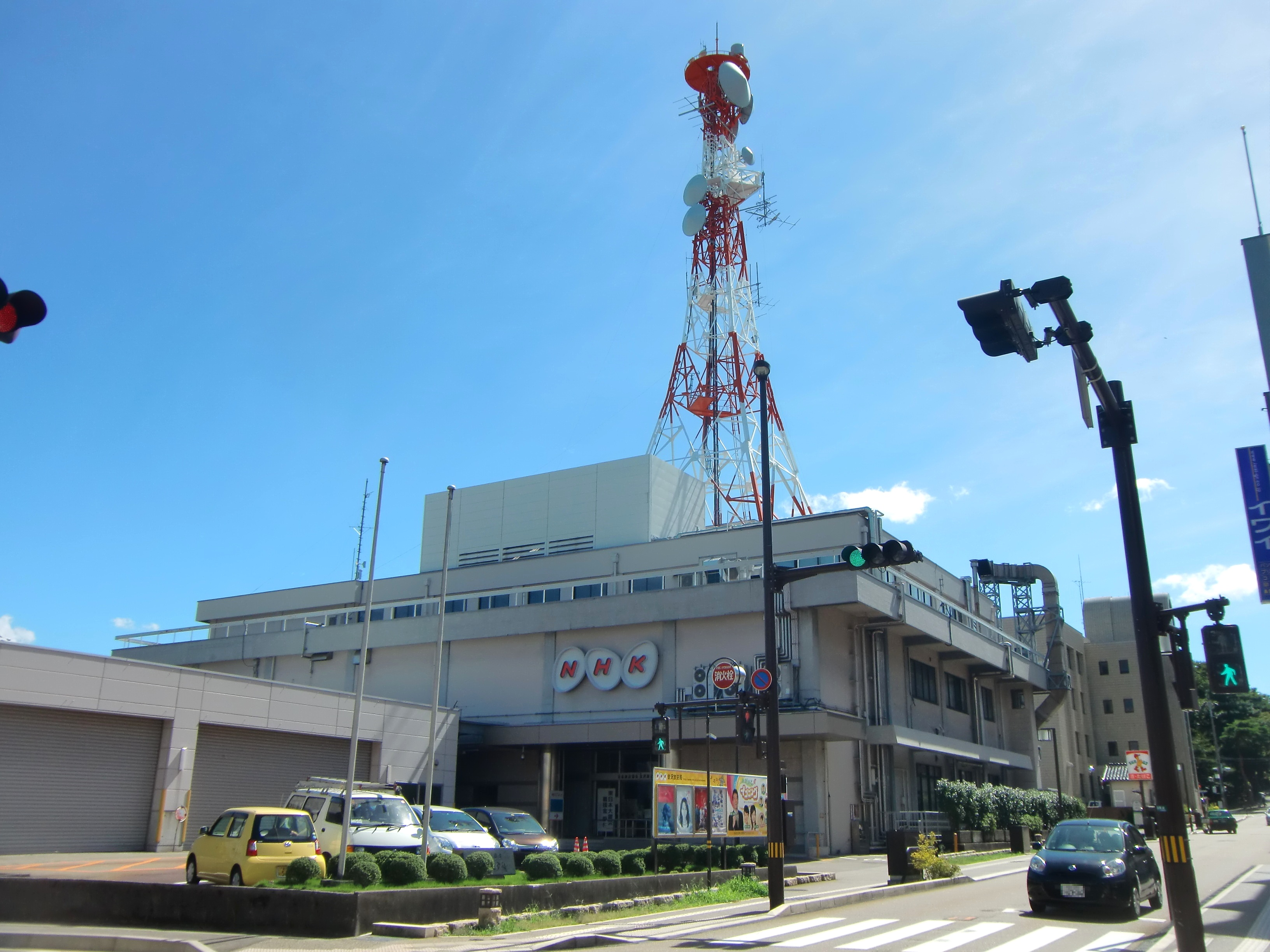
旧金沢放送会館（2012年9月）

開局は福岡局よりも先で、昭和時代九州の管理を担った熊本局を含めた拠点局以外では初めてであった。その歴史は古く、中部管内（東海北陸7県）の序列としては中部地方の拠点局である名古屋局の次となる。ただ、北陸3県ローカルという点では（衆議院議員総選挙の比例代表北信越ブロック関連や、高校野球春・秋の地区大会など、長野・新潟を含む北信越地方としてまとめられる場合もある）、金沢が準拠点局として扱われる。
その後、放送局舎は築半世紀に達し、老朽化が目立っていた。しかし、耐震化策による延命が図られ、これまで移転・建替えの計画はなかったが、2013年に入って駅西方面への移転計画が持ち上がり、移転が決定。新放送会館は2018年3月30日に竣工し、同年10月9日に移転した。
現社屋は一部4階建て、鉄塔の高さは70m、1階壁面に220インチの8Kモニターや記念撮影コーナーなどを備えた「ハートプラザ」を設けている。

## 沿革
- 1928年（昭和3年）
  - 9月18日 - 野々市町に約3,000坪の敷地決定[3]。
  - 12月1日 - 社団法人日本放送協会東海支部金沢支所として発足[3]。
- 1929年（昭和4年）
  - 5月20日 - 金沢市殿町にて演奏所竣工[3]。
  - 11月12日 - 逓信省から正式の許可。放送区域（管轄）は一般的な北陸3県、JOJKと決定[3]。
- 1930年（昭和5年）
  - 3月15日 - 宮保村小川に小川受信所竣工[3]。
  - 4月15日 - 社団法人日本放送協会金沢放送局開局[4]。当時は日本で8番目、日本海側で最初のラジオ局であった。放送機はドイツ・テレフンケン製（3kW）であった[3]。野々市市には金沢放送局野々市放送所が開設された[5]。
  - 管轄区域の北陸3県は、その後段階的に県ごとに分離、なお福井県は当初大阪管轄だった。
- 1931年（昭和6年）
  - 6月23日 - 名古屋→金沢間中継線試用開始。12月28日には金沢→名古屋線も完成し、日本最初の放送用搬送回線が正式に使用される[6]。
- 1934年（昭和9年）5月16日 - 金沢支所→金沢放送局となる[7]。
- 1943年（昭和18年）12月1日 - 新潟分室（北陸信越5年管轄）発足[8]。
- 1944年（昭和19年）3月19日 - 電波管制により放送検出力500Wとなる[8]。
- 1947年（昭和22年）8月21日 - ラジオ第2放送開局（出力500W）[9]。
- 1948年（昭和23年）7月1日 - 放送系統一符号制となり、JOJK、JOJBのコールサインが決定する[10]。
- 1950年（昭和25年）6月1日 - 放送法施行に伴い、社団法人日本放送協会解散。同時に特殊法人としての日本放送協会が設立され、一切の権利義務を継承。
- 1952年（昭和27年）12月30日 - 第一・第二放送の出力を各々10KWに増力[11]。
- 1956年（昭和31年）5月10日 - 七尾放送局開局（出力100W、1340KC）[12]
- 1957年（昭和32年）12月23日 - 本州の日本海側初となる総合テレビの放送開始[13]。当時の出力は1KW[12]。
- 1960年（昭和35年）3月1日 - テレビの出力を1KWから3KWに増力[14]。
- 1961年（昭和36年）2月28日 - 金沢放送会館（旧局舎）完成、業務開始[14]。
- 1962年（昭和37年）
  - 4月1日 - 教育テレビ放送開始（出力3KW）[15]。
  - 7月22日 - 総合テレビカラー化[16]。
- 1964年（昭和39年）
  - 4月1日 - 教育テレビカラー化[17]。
  - 7月1日 - 金沢FM実用化試験局開局（1KW）[15]
- 1965年（昭和40年）4月1日 - 演奏所の所在地の表示が大手町14-1となる[15]。
- 1966年（昭和41年）3月1日 - 野々市放送所無人化[15]。
- 1968年（昭和43年）
  - 4月1日 - ラジオの周波数変更（第1、1220KC、第2、1370KC）[18]。
  - 6月30日 - 放送会館増築工事完成[18]。
- 1969年（昭和44年）3月1日 - FM放送開始[18]。
- 1971年（昭和46年）8月1日 - フィルムのカラー化が完了[18]。
- 1972年（昭和47年）2月1日 - アナウンサーが顔出しカラーとなり、テレビ放送（全中、ローカル共に）のカラー化完了[19]。
- 1978年（昭和53年）11月23日 - ラジオ第1・ラジオ第2の周波数が現在のものに変更[20]。
- 1980年（昭和55年）12月4日 - ミニハンディカメラによるTVニュース取材を開始[20]。
- 1985年（昭和60年）3月1日 - 総合テレビ、音声多重放送を開始[21]。
- 1991年（平成3年）3月21日 - 教育テレビ、音声多重放送を開始。
- 2006年（平成18年）7月1日 - 地上デジタルテレビ放送開始。
- 2009年（平成21年）7月24日 - 地上アナログテレビ放送終了2年前に併せて、珠洲中継局で県内のテレビ局5局6チャンネル共通で10:00から11:00までの1時間、試験的にアナログ放送休止（デジタル放送は通常放送）。
- 2010年（平成22年）
  - 1月22日12時から1月24日12時 - 地上アナログテレビ放送終了1年半前に併せて珠洲中継局で県内のテレビ局5局6チャンネル共通で2日間・48時間に渡りアナログ放送を休止。NHKは災害対策基本法や有事対策義務により、休止時間中も電波停止はせずブルーバックの字幕「ただいまアナログ放送を休止しています。地上デジタル放送をご覧ください」のテロップを表示した。
  - 7月24日 - 珠洲アナログテレビ中継局と珠洲市内のアナログテレビ中継局が全国より1年早く、この日の12時をもって地上アナログテレビ放送を全面終了。
- 2011年（平成23年）7月24日 - 正午でアナログ放送を終了。翌25日の午前0時完全停波。
- 2018年（平成30年）10月9日 - 金沢市広岡三丁目の新放送会館に移転[22][23]。先行して放送業務は10月8日から開始。
- 2023年（令和5年）
  - 4月1日 - 令和改革により、部制（放送部・営業推進部等）からセンター制に見直され、コンテンツセンター、経営管理企画センターへ再編された。
  - 5月29日 - NHKプラスで地域向けのテレビ番組の見逃し配信が開始[24]。
- 2024年（令和6年）
  - 1月1日 - 能登半島地震が発生。
  - この時、輪島町野中継局が地震の影響で北陸電力送配電からの電気がストップし、さらに非常用電源用の燃料が枯渇[注 3]した影響で1月2日から輪島市周辺の700世帯程度でテレビ放送視聴・FM放送聴取ができない状況が起きた[25]。その後、1月24日に電力会社からの送電が復旧した事により、送信を再開した[26]。
  - 1月9日 - 地震の影響で地上波が視られない視聴者からの要望により、『令和6年能登半島地震関連情報』として、同日午後6時以後、当面の間BS103チャンネル（旧NHK BSプレミアム）で報道・情報番組のサイマル放送実施[27]するほか、午後の時間帯を中心に、総合テレビでも一部全国放送となる。
  - 1月12日 - 同日の午前4時の総合テレビの1日の放送上の起点時刻より、『総合テレビ（石川県内）同時放送』として、サイマル放送の時間帯を拡大、ニュース・震災関連のライフライン情報以外の一般向け番組も常時L字型画面による字幕情報を入れながら放送する[28][29]。
  - 3月26日 - 被災地域でのケーブルテレビの復旧が完全にできておらず、未だに地上波放送が見られない世帯が多数あることを踏まえて、総務大臣に対して、放送法第8条に基づく「臨時目的放送」の認定を申請した上で、同年4月以降もBS103チャンネルによる被災地向け放送を継続することを発表した。なお、発表時点では継続期間は約1か月程度としており、その後は被災地の状況を見て決めるとしている[30][31]。
  - 4月1日 - この日から、金沢局制作のすべての県域放送番組のタイトルに「かがのと」がつく。
  - 6月30日 - 同日24時（7月1日0時）をもって、BS103チャンネルでの被災地向け放送を終了[32]。

## 放送局データ

### 親局
| 系統           | 系統 | コールサイン | 周波数/ チャンネル | 空中線電力 | 送信所所在地                                           |
| -------------- | ---- | ------------ | ------------------ | ---------- | ------------------------------------------------------ |
| ラジオ         | 第1  | JOJK         | 1224kHz            | 10kW       | 野々市テレビ・ラジオ放送所 （野々市市本町6丁目19番地） |
| ラジオ         | 第2  | JOJB         | 1386kHz            | 10kW       | 野々市テレビ・ラジオ放送所 （野々市市本町6丁目19番地） |
| ラジオ         | FM   | JOJK-FM      | 82.2MHz            | 1kW        | 野々市テレビ・ラジオ放送所 （野々市市本町6丁目19番地） |
| アナログテレビ | 総合 | JOJK-TV      | 4ch                | 映像3kW    | 野々市テレビ・ラジオ放送所 （野々市市本町6丁目19番地） |
| アナログテレビ | 教育 | JOJB-TV      | 8ch                | 映像3kW    | 野々市テレビ・ラジオ放送所 （野々市市本町6丁目19番地） |
| デジタルテレビ | 総合 | JOJK-DTV     | 15ch               | 1kW        | 金沢観音堂テレビジョン放送所 （金沢市観音堂町ト1番地） |
| デジタルテレビ | 教育 | JOJB-DTV     | 13ch               | 1kW        | 金沢観音堂テレビジョン放送所 （金沢市観音堂町ト1番地） |

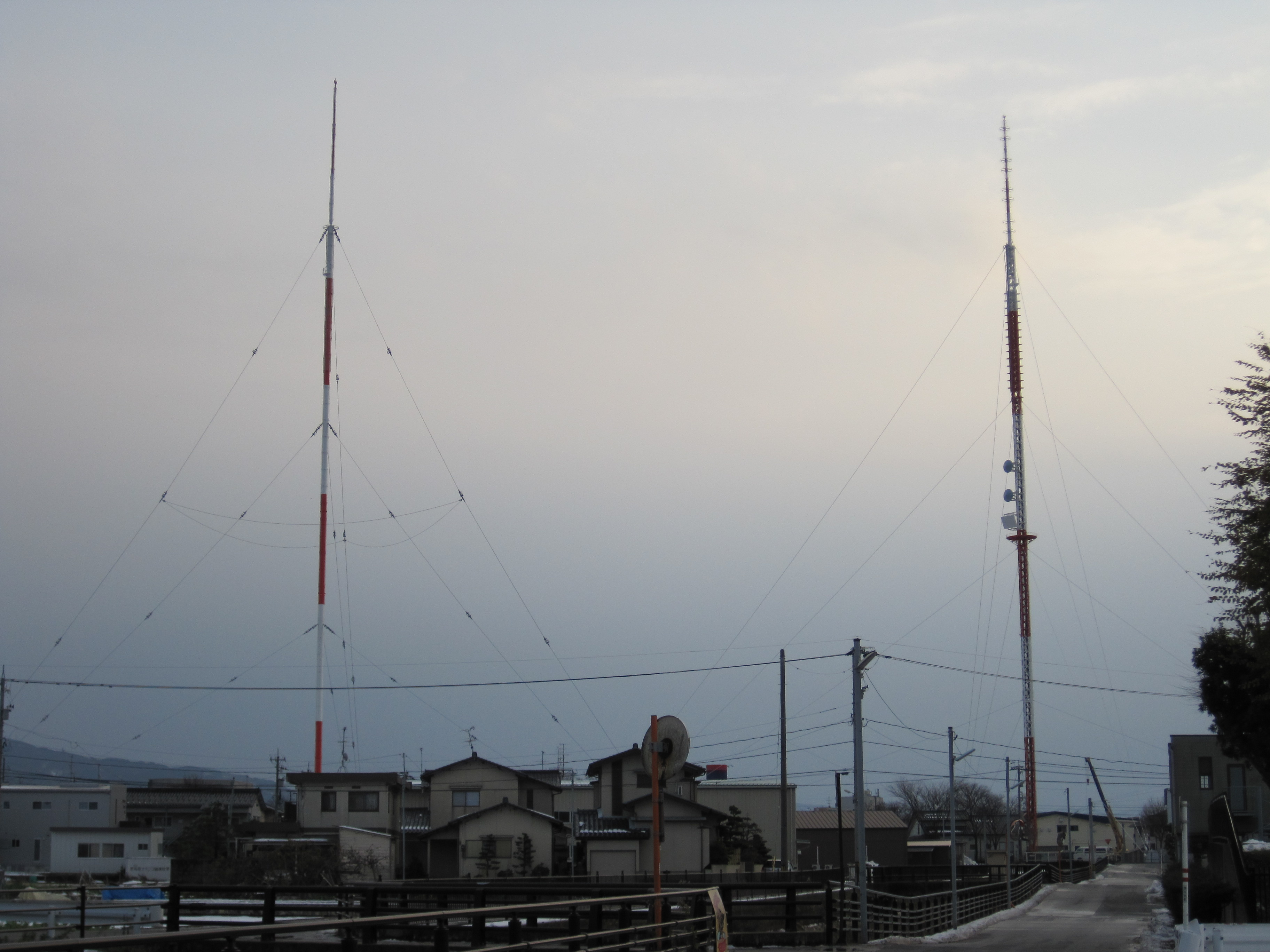
ラジオ送信塔

- 野々市放送所はアナログテレビ放送・AMラジオ放送・FMラジオ放送一体型の送信所であった。AM波送信用とFM波送信用の2塔のアンテナ塔を敷地内に持ち、FM波送信用の塔は日本初のテレビ・ラジオ共用アンテナであったが、FMで送信されていたアナログテレビ放送終了後は結果として2塔ともラジオ用となった。それぞれがAMラジオ用とFMラジオ用である。
- 金沢観音堂放送所はテレビ金沢・北陸朝日放送と共用。近くに送信所を社内に置いた石川テレビ放送があり、受信に必要なUHFアンテナが1本で済む視聴地域を増やす目的で相乗りした。

### 中継局

#### デジタルテレビ
中継局名、チャンネル（総合テレビ/教育テレビ）、出力の順で表記。
- 七尾 52ch/53ch→44ch 50W
- 山中 19ch/20ch 0.3W
- 羽咋 29ch/31ch 10W
- 輪島 24ch/31ch 10W
- 珠洲 33ch/31ch 30W
- 舳倉 45ch/31ch 3W
- 大聖寺 24ch/34ch 1W
- 富来 19ch/18ch 3W
- 東門前 24ch/31ch 1W
- 能登鹿島 24ch/18ch 3W（垂直偏波）
- 輪島町野 24ch/31ch 0.3W
- 粟津 15ch/13ch 0.1W

- 小松金平 19ch/20ch 0.05W
- 小松尾小屋 30ch/29ch 0.05W
- 塩屋 15ch/13ch 0.3W
- 鶴来 19ch/20ch 0.3W
- 鳥越 19ch/20ch 1W
- 尾口 19ch/20ch 1W
- 白山下 15ch/13ch 0.01W
- 白峰 19ch/20ch 0.1W
- 加賀東谷口 40ch/39ch 0.05W
- 片山津 35ch/39ch 0.05W
- 津幡竹橋 29ch/31ch 0.01W

#### ラジオ
中継局名、周波数、出力の順で表記。
ラジオ第1放送
- 七尾 540kHz 1kW
- 山中 1026kHz 100W
- 輪島 1584kHz 100W
- 輪島門前 79.5MHz（FM波） 30W
- 能登柳田 87.7MHz（FM波） 10W

ラジオ第2放送
- 七尾 1467kHz 100W
- 輪島 1359kHz 100W

FM放送
- 七尾 84.4MHz 100W
- 輪島 83.9MHz 100W
- 山中 84.2MHz 1W
- 羽咋 83.0MHz 100W
- 珠洲 83.2MHz 100W
- 富来 85.3MHz 3W
- 東門前 84.8MHz 10W
- 輪島町野 83.6MHz 1W

#### アナログテレビ
中継局名、チャンネル（総合テレビ/教育テレビ）の順。いずれも2011年（平成23年）7月24日に運用終了した時点のもの。
加賀地方
- 金沢卯辰山 51ch/49ch
- 金沢御所 45ch/47ch
- 金沢神谷内 60ch/62ch
- 金沢伏見ヶ丘 41ch/39ch
- 金沢吉原 59ch/61ch
- 津幡南中条 59ch/61ch
- 津幡竹橋 59ch/61ch
- 鶴来 43ch/45ch
- 吉野谷瀬波 43ch/41ch

- 鳥越 51ch/49ch
- 白山下 60ch/62ch
- 尾口 1ch/10ch
- 白峰 2ch/9ch
- 鍋谷 54ch/58ch
- 粟津 51ch/49ch
- 小松金平 59ch/61ch
- 小松尾小屋 59ch/61ch
- 片山津 52ch/54ch

- 片山津南 58ch/56ch
- 加賀東谷口 60ch/62ch
- 大聖寺 45ch/47ch
- 大聖寺西 56ch/54ch
- 塩谷 59ch/61ch
- 山中 10ch/2ch
- 山中南 59ch/61ch

能登地方
- 七尾 9ch/5ch
- 能登鹿島 41ch/47ch
- 中島 60ch/62ch
- 羽咋 48ch/46ch
- 富来 9ch/11ch
- 二所の宮 54ch/52ch
- 志賀上棚 59ch/61ch
- 志賀徳田 54ch/52ch
- 柳田 9ch/5ch
- 七尾灘浦 49ch/51ch
- 能都鵜川 60ch/62ch
- 門前 9ch/5ch

- 東門前 45ch/47ch
- 門前阿岸 49ch/41ch
- 門前剣地 60ch/58ch
- 門前暮坂 54ch/52ch
- 門前皆月 48ch/46ch
- 穴水 42ch/44ch
- 穴水比良 60ch/62ch
- 穴水甲 60ch/62ch
- 内浦小木 60ch/58ch
- 能都 4ch/8ch
- 輪島 3ch/12ch
- 舳倉 56ch/54ch

- 輪島町野 4ch/8ch
- 輪島三井 60ch/62ch
- 珠洲 4ch/8ch
- 珠洲狼煙 48ch/46ch
- 珠洲大谷 43ch/45ch
- 珠洲鈴内 45ch/49ch
- 珠洲東若山 54ch/52ch
- 珠洲若山 53ch/51ch
- 珠洲森腰 42ch/44ch
- 珠洲三崎 54ch/52ch

### お天気カメラ設置ポイント
すべてハイビジョン対応。
- NHK金沢放送局屋上
- 金沢駅屋上
- 石川県庁屋上
- 香林坊交差点
- 兼六園園内 - テレビ金沢と共同設置
- 獅子吼高原
- 小松空港ビル屋上
- 能登空港ターミナルビル屋上
- 輪島（NTT局舎鉄塔）
- 珠洲市役所屋上

## 支局
支局の位置についてはNHK金沢放送局の公式サイトでは公表していない。
- 能登
- 小松
- 輪島

## ことじろう
「ことじろう」は、金沢局が2010年（平成22年）に開局80周年を記念し制定したマスコットキャラクター。
兼六園の名物、徽軫灯籠（ことじとうろう）をモチーフに金沢局がデザインを、視聴者からの公募で名前を、それぞれ決定した。夕方のニュースなど金沢局制作の番組に登場するほか、局の広報紙のタイトルにもなっていて、石川県内では認知度が上昇している。

## 主な金沢局制作番組

### 現在
出典

#### 総合テレビ
県域放送
- 石川県内の気象情報（平日 17:57 - 18:00、大相撲中継、高校野球中継などの場合は放送休止）
- newsかがのと（平日 12:15 - 12:20、土日・祝日 18:45 - 18:59、年末年始 18:50 - 19:00）[34]
- かがのと（平日 18:10 - 18:59、お盆などは放送時間が短縮される場合あり）
- NHK NEWS金沢845（平日 20:45 - 21:00）[35]
  - 祝日は、20:55 - 21:00に「東海・北陸のニュース・気象情報」（名古屋発）を5分間放送。
  - お盆期間などは「ニュース845東海・北陸」（名古屋発）[36]を放送するため休止。
- かがのとnight（不定期金曜日 19:30 - 19:55、再放送：不定期土曜日 11:25 - 11:50）
- かがのとチョイス（不定期金曜日 19:30 - 19:55、再放送：不定期土曜日 11:25 - 11:50）

北陸ブロック放送
- おはよう北陸（平日 6:53 - 7:00、7:45 - 8:00）
  - 大型連休・お盆などは「おはよう東海・北陸」（名古屋発）[37]を放送するため休止。
- 北陸地方の気象情報（平日 11:57 - 12:00、お盆期間などは「東海・北陸の気象情報」（名古屋発）を放送）
- 北陸スペシャル（不定期金曜日 19:30 - 19:57、再放送：不定期土曜日 11:25 - 11:54）
  - 不定期で全国放送または東海・北陸ブロックネットで放送される場合あり。
- ニュース（北陸3県向けに放送）（土日・祝日・年末年始 12:10 - 12:15）
  - 2023年度までは「ニュース（石川）（土日・祝日・年末年始 12:10 - 12:15）」など北陸3県ごとに放送された。

#### ラジオ第1放送・FM放送
- ニュース・気象情報など※太字はFM放送と同時放送。▲印は平日のみ石川ローカル。
  - 9:55▲※AI自動音声放送
  - 11:50▲
  - 12:15▲
  - 13:55※AI自動音声放送
  - 14:55
  - 17:55※AI自動音声放送
  - 18:50▲
  - 19:20 - 土日・祝日・年末年始「NHKきょうのニュース」
- かがのとラジオ（金曜日 17:00 - 17:55、ラジオ第1放送）
  - 祝日・年末年始・大相撲中継・高校野球中継時は休止。

### 過去
報道番組
- おはようかがのと（平日 6:55 - 7:00、7:45 - 8:00）
- ニュースいしかわ845（ - 2024年3月29日、平日 20:45 - 21:00）
- ニュースいしかわ645（ - 2024年3月31日、土曜日・日曜日・祝日 18:45 - 18:59）

平日昼前の情報番組
- 石川県内の気象情報（平日 11:57 - 12:00、17:57 - 18:00）
- 北陸くらしのニュース
- くらしのガイド（ - 2005年3月）
- かがのとしゅんしゅん便（2005年4月 - 2010年3月）
- かがのと情報丼（2010年4月 - 2011年3月）
- おーい!ことじろう（2011年4月 - 2013年3月）
- こと金!（2013年4月 - 2014年3月）

平日夕方のローカルニュース
- ニュースかがのと[注 4]
- かがのと630
- イブニングネットワーク金沢
- JKニュース1
- イブニングワイド610・イブニングワイド630
- 山ちゃんの600
- みまっしワイド600（ - 2004年3月）
- いしかわワイド ニュースいしかわ610（2004年4月 - 2006年3月）
- デジタル百万石（2006年4月 - 2010年3月）
- じわもんラジオ（ -2024年3月8日、金曜日 17:00 - 17:55、ラジオ第1放送）

金曜夜の情報番組
- ホクロック!（2022年4月15日 - 2024年3月15日、北陸地方・不定期金曜日 19:30 - 19:57）
- いしかわ令和プレミアム（不定期金曜日 19:30 - 19:55、再放送：不定期土曜日 9:30 - 9:55）

土曜朝の情報番組
- 北陸7Days（2023年4月8日 - 2023年12月23日、北陸地方・毎週土曜日 7:31 - 7:36）※「ウイークエンド中部」内[注 5]

土曜昼前の情報番組
- いしかわの壺（土曜日 11:15 - 11:20、祝日・年末年始を除く）
  - 『かがのとイブニング』内の1コーナーを単独番組として放送。金沢ケーブルとの共同企画制作。同局のコミュニティチャンネル「北國新聞ニュース・プラス」ならびに同チャンネル配信局でも放送される。

特別番組
- NHK特集　のぞみ5歳　～手探りの子育て日記～　- 1986年NHK金沢放送局制作のドキュメンタリー。金沢市に住む全盲の夫婦が手探りで子育てをする姿を5年間地道に取材。第2回文化庁芸術作品賞、第13回放送文化基金賞奨励賞ほか、多くの賞を受賞。[38]
- よせがき☆テレビ かいてみんけ↑（2009年から2011年まで放送された特別番組）
- 真相回転!どいね寿司（2011年から2013年まで放送された特別番組。上記の「よせがき☆テレビ」の後継番組）
- 今・おも・ラジオ〜石川のラジオは今も面白い〜（2010年12月18日、北陸放送・エフエム石川との共同制作番組）
- 石川アーカイブス（開局80周年記念番組。2010年から2012年2月まで放送）
- FMジュークボックス
- いよっ!弁慶（2018年10月31日、BSプレミアムにおいて「石川発地域ドラマ」として放送）[39][40]

## 令和6年能登半島地震における対応

### 全国放送
- 2024年（令和6年）1月1日16時10分、令和6年能登半島地震発生。志賀町と輪島市[41]で最大震度7記録。その瞬間より、NHKの全てのチャンネル（BS系、NHKワールドも含む）で地震・津波警報情報の全波共通（九波全中とも言う）放送を開始[42][43][44]。テレビ副音声（教育テレビを除く国内放送のテレビチャンネルとNHKワールド・プレミアム。アナログ・デジタルともモノラル二重音声）とラジオ第2放送は英語・韓国語・中国語・ポルトガル語・スペイン語を使って津波警報を断続的に放送。警報情報放送開始約1時間26分後、放送センターからの呼びかけを受ける形で、17時36分過ぎに宮崎浩輔が金沢局からの第一報を伝えた。
- 1月1日20時30分、大津波警報解除。
- 1月2日1時15分、津波警報解除。
- 1月2日1時30分、全波共通放送終了し、一部を除き通常番組に復帰。
- 1月2日10時、津波注意報解除。
- 1月2日11時41分、BSが通常番組に復帰。
- 1月2日20時55分、総合テレビが通常番組に復帰。
- それ以後も、特に『正午のニュース』、『NHKニュース7』を1月3日から3月1日まで、放送時間を拡大（正午のニュースは、最大12時43分まで（1月24日以降は最大12時20分まで）、ニュース7は最大19時57分まで（1月3日は20時まで[45]、1月23日以降はほぼ通常編成に戻っている））しているほか、深夜の『ミッドナイトチャンネル』も休止[注 6]して、毎正時（00分：東京発）と毎30分（名古屋局発）から10 - 15分程度のニュース枠を設けた。この間、フィラー映像では珠洲市にあるNHKの定点カメラからの映像を放映していた。1月20日深夜（21日未明）より午前1時から午前4時までの間、毎時5 - 6分程度のニュース枠（東京発）を設けつつ『ミッドナイトチャンネル』のうちの『アンコール・イッキ見ゾーン』と『映像散歩』をほぼ通常通りに再開した[47][注 7]。2月1日深夜（2日未明）よりニュース枠がなくなり、通常通りに再開した[48]。
- 1月4日から1月23日（月曜日 - 金曜日・平日）まで、14時5分（40分間）の枠を設け、金沢局をはじめ富山局や新潟局から震災関連の情報（ライフライン、避難所、仮設住宅、救援物資の受付、その他各地からの被災状況報告）を中心として編成した。この間、『時論公論』[注 8]は休止。連続テレビ小説『さくら』アンコールについては、当初1月4日からの再開予定だったが、震災関連ニュース延長[注 9]のため9日まで休止、10日から23日まで、平日は通常の東京発の14:00 - 14:05の定時ニュースに続けて、14:05 - 14:45までに、震災関連ニュース枠を放送（実質ニュース枠を45分間に拡大）するため、通常3話ずつの放送を1話ずつに縮小して放送していた。
- 上述の通り、1月9日18時の『かがのとイブニング』から、石川県向け・北陸3県・または中部7県向けに放送する震災関連のニュース・生活関連情報、並びに全国放送の定時ニュース・震災関連特集を中心にBS103（新BS告知放送用、旧BSプレミアム）を使った同時放送を実施、1月12日4時から6月30日まで一部[注 10]を除く全番組を金沢局発の扱いで同時放送を実施していた（NHK BSプレミアム#能登半島地震の臨時対応を参照）。
- 1月13日は、『土スタ』を撮って出し（同録）したうえで同日23時20分に放送時間を変更し、14時5分から14時45分まで金沢局をはじめ富山局や新潟局から震災関連の情報を中心として編成した。
- 1月14日は、「第42回全国都道府県対抗女子駅伝」を一部の時間帯で総合サブチャンネルに切替し、12時15分から12時28分と14時から14時5分までニュース「令和6年能登半島地震」関連（東京発）、14時5分から14時40分まで金沢局をはじめ富山局や新潟局から震災関連の情報を中心として編成した。
- 1月20日は、『名曲アルバム』と『みんなのうた』を休止し、14時30分から15時10分まで金沢局をはじめ富山局や新潟局から震災関連の情報を中心として編成した。
- 1月21日は、「第29回全国都道府県対抗男子駅伝」を一部の時間帯で総合サブチャンネルに切替し、12時15分から12時28分までニュース「令和6年能登半島地震」関連（東京発）、14時から14時40分まで金沢局をはじめ富山局や新潟局から震災関連の情報を中心として編成した。
- 1月23日付のミッドナイトチャンネル枠は、日本海側を中心にした大雪の影響により、今回の震災被災地の北陸での土砂災害などの二次被害拡大の影響を考慮し、本来1月24日0:35 - 1:30に予定していたNHKスペシャルの再放送「まちづくりの未来 〜人口減少時代の再開発は〜」（同1月20日放送分）[49]を含む3:35まで予定されていた編成を休止、基から映像散歩の作品の切り替えのタイミングで24日1:30・2:30・3:25からそれぞれ5分間予定していた震災関連の特設スポットニュースに大雪関連のニュースを含ませて、4:00から[注 11]を含めそれぞれ毎正時の放送を特設。平均30分おき[注 12]で10 - 15分程度に時間枠を拡大して対応、フィラーも金沢市兼六園（24日0時台のみ）や珠洲市（24日0時台以外）の定点カメラの他、金沢放送局のお天気カメラも交えて放送し、1月19日深夜（20日未明）までの放送にほぼ準じる体制を取った。またこの日は一部地域[注 13]で予定されていた放送設備点検のための放送休止についても中止し全国放送で大雪・震災関連ニュースを放送した。
- 1月24日付のミッドナイトチャンネル枠は、日本海側を中心にした大雪の影響により、今回の震災被災地の北陸での土砂災害などの二次被害拡大の影響を考慮し、本来1月25日午前1:35（同日午前0:40『NHKスペシャル』の再放送「能登半島地震 いのちの危機をどう防ぐ」（同1月21日放送分）[50]を5分遅れで放送したため実質午前1:39）から3:35まで予定されていた編成を休止、基から映像散歩の作品の切り替えのタイミングで25日1:35・2:30・3:25からそれぞれ5分間予定していた震災関連の特設スポットニュースに大雪関連のニュースを含ませて、4:00から[注 14]を含めそれぞれ毎正時の放送を特設。平均30分おき[注 15]で10 - 15分程度に時間枠を拡大して対応、フィラーは名神高速関ヶ原IC（岐阜県関ケ原町）付近の定点カメラを交えて放送し、1月19日深夜（20日未明）までの放送にほぼ準じる体制を取った。またこの日は一部地域[注 16]で予定されていた放送設備点検のための放送休止についても中止し全国放送で大雪・震災関連ニュースを放送した。
- 1月24日から3月1日（日曜を除く[注 17]、2月3日までの土曜）までは、12時25分（20分間）の枠を設け、金沢局から震災関連の情報を中心として編成した。3月4日（平日）からは、石川県をはじめ各地域のニュースを通常の時間帯（12時15分 - 12時20分）に戻した。それに伴い、同日より震災関連の情報枠（平日版）がなくなり、12時20分台の通常番組（『うまいッ!』など）が再開された。
- 2月10日から2月24日（土曜・祝日）までは、12時15分（20分間）の枠を設け、金沢局から震災関連の情報を中心として編成した。前述の通り、石川県はじめ各地域のニュースを通常の時間帯（12時10分 - 12時15分）に戻した。それに伴い、3月2日より震災関連の情報枠（土曜・祝日版）がなくなり、12時15分台の通常番組（『探検ファクトリー』など）が再開された。
- 1月28日は、「全日本卓球選手権〜パリオリンピック2024代表最終選考会 男女シングルス決勝」を一部の時間帯で総合サブチャンネルに切替し、14時から14時25分まで金沢局から震災関連の情報を中心として編成した。
- 2月4日から2月25日（日曜）までは、14時（20分間）の枠を設け、金沢局から震災関連の情報を中心として編成した。3月2日より震災関連の情報枠（日曜版）がなくなり、13時50分台の通常番組（セレクション枠）が再開された。

### 県域放送

#### テレビ
- 月曜日 - 金曜日の18時台に放送している『かがのとイブニング』を震災関連の情報を中心として編成した。
- 1月27日、2月10日から2月24日（土曜）までは、『釣りびと万歳』をネット受けせず、震災関連の情報を中心として編成した。
- 1月28日は、『みんなのうた』と連続テレビ小説『ブギウギ』第17週「ほんまに離れとうない」（再放送）をネット受けせず、震災関連の情報を中心として編成した[注 18]。
- 2月3日は、『ドキュメント72時間』（再放送）をネット受けせず、震災関連の情報を中心として編成した。
- 2月4日は、『手話で楽しむみんなのテレビ×令和ネット論』、『みんなのうた』と連続テレビ小説『ブギウギ』（再放送）をネット受けせず、震災関連の情報を中心として編成した。
- 2月10日から2月24日（土曜）までは、『100カメ』（再放送）放送終了後、震災関連の情報を中心として編成した。
- 2月11日からの2月18日（日曜・2月25日は『大阪マラソン』中継のため休止）までは、『5分でみんなの手話』、『みんなのうた』と連続テレビ小説『ブギウギ』をネット受けせず、震災関連の情報を中心として編成した。
- 2月12日は、『うまいッ!』をネット受けせず、震災関連の情報を中心として編成した。
- 2月12日は、『ニッポン知らなかった選手権　実況中! 第7回 交通信号工事甲子園』放送終了後、震災関連の情報を中心として編成した。
- 2月23日は、『ニッポン知らなかった選手権 実況中!マイクケーブル8の字巻きグランプリ2023』放送終了後、震災関連の情報を中心として編成した。
- 2月18日、2月25日は、『サンドどっちマンツアーズ』放送終了後、震災関連の情報を中心として編成した。
- 3月2日から3月17日（土曜・日曜）までは、10時50分（15分間）の枠を設け、震災関連の情報を中心として編成した。それに伴い、全国放送の番組（日曜の『みんなのうた』など）をネット受けしなかった[注 19]。
- 3月6日から3月13日（月曜日 - 金曜日・平日）までは、『みみより!くらし解説』（『ハロー!NHKワールドJAPAN』・『5分でみんなの手話』）、『みんなのうた』をネット受けせず、震災関連の情報を中心として編成した。それに伴い、『キャッチ!世界のトップニュース』のネット受けを再開した[注 20]。
- 上記に加えて月曜日 - 金曜日・平日の10時台の『キャッチ!世界のトップニュース』、土曜18時台の『100カメ』（再放送）、日曜18時台の『サンドどっちマンツアーズ』（2月25日で放送終了）・『離島で発見!ラストファミリー』、祝日18時台の休日番組、『ニュースいしかわ645』内の全国の気象情報（土曜・日曜・祝日）[注 21]をネット受けせず、震災関連の情報を中心として編成した[注 22]。

#### ラジオ
- ラジオ第1放送では、能登半島地震の被災地に関する生活情報を、石川県のローカル番組で、3月1日まで概ね毎時間おきに放送していた（平日：8:55 - 9:00、9:55 - 10:00、10:55 - 11:00、11:40 - 12:00、12:40 - 13:00、14:40 - 15:00、15:40 - 16:00、16:40 - 17:00、17:40 - 17:58、18:40 - 19:00、19:55 - 20:00の1日11回[注 23]。3月4日から17日までは放送時間及び回数を減らして概ね1 - 2時間おきに放送していた（平日：9:55 - 10:00、11:50 - 12:00、12:50 - 13:00、14:50 - 15:00、15:50 - 16:00、16:50 - 17:00、17:50 - 17:58、19:55 - 20:00の1日8回[注 24]。
- 2024年1月4日より3月18日までNHKネットラジオ らじる★らじるにて全国配信されていた[51]。

### 独自編成を行っていた時間帯
石川県向けに独自編成を行っていた主な時間帯は以下の通り。石川県向けのニュースなどに差し替えていた。
- 『中部ネイチャーシリーズ』（『いしかわ令和プレミアム』と『ホクロック!』代替）
  - 「天空の水鏡 前編 〜福井 夜叉ヶ池〜」（1月19日・19時33分 - 20時）[注 25]
  - 「天空の水鏡 後編 ～北アルプス 仙人池〜」（1月26日・19時30分 - 19時57分）[注 26]
  - 「御嶽山～氷瀑（ばく）に魅せられて～ 前編」（1月26日、2月16日・19時30分 - 19時57分）[注 27]
  - 「御嶽山～氷瀑（ばく）に魅せられて～ 後編」（2月9日、2月23日・19時30分 - 19時57分）[注 28]

## アナウンサー・キャスター
- 氏名の後の*は、過去に金沢局勤務経験があるアナウンサー。
- 土曜・日曜・祝日・年末年始の石川県・北陸3県ニュースは基本的に女性契約キャスターが原則として担当する。例外として、大きなニュースの発生（令和6年能登半島地震発生後など）や女性契約キャスターが休暇の場合はアナウンサーが担当する。特に、金沢放送局以外（各地域ごとの放送局）のアナウンサーが担当することもある。

| 氏名           | 前任地                            | 担当番組                                                                                         |
| アナウンサー   | アナウンサー                      | アナウンサー                                                                                     |
| -------------- | --------------------------------- | ------------------------------------------------------------------------------------------------ |
| 瀬田宙大       | 東京アナウンス室                  | アナウンスグループ統括 newsかがのと おはよう北陸                                                 |
| 浅野達朗       | 岐阜                              | かがのと （キャスター） newsかがのと（不定期）                                                   |
| 鈴木貴彦       | 東京アナウンス室                  | あさイチ （本部制作・北陸地域中継リポーター） newsかがのと おはよう北陸 かがのとラジオ           |
| 永井伸一       | 松山                              | 北陸スペシャル （キャスター） newsかがのと おはよう北陸 かがのとラジオ                           |
| 宮崎浩輔*      | 奈良                              | newsかがのと おはよう北陸 かがのとラジオ                                                         |
| 志野梨子       | 初任地                            | newsかがのと おはよう北陸 かがのとラジオ                                                         |
| シニアスタッフ |                                   |                                                                                                  |
| 二見和男       | 元正職員アナウンサー              | かがのとラジオ 石川県のニュース （ラジオ）                                                       |
| 契約キャスター |                                   |                                                                                                  |
| 高畠菜那       | 元Jumpin'、アドバンス社所属モデル | かがのと （キャスター・隔週） かがのとラジオ newsかがのと（土日祝） 北陸地方のニュース（土日祝） |
| 川野優里亜     | 元テレビ金沢学生リポーター        | かがのと （キャスター・隔週） かがのとラジオ newsかがのと（土日祝） 北陸地方のニュース（土日祝） |
| 澤越玲佳       | 元アドバンス社所属モデル          | NHK NEWS金沢845 かがのとラジオ newsかがのと（土日祝） 北陸地方のニュース（土日祝）               |
| 宮本佳歩       |                                   | NHK NEWS金沢845 かがのとラジオ newsかがのと（土日祝） 北陸地方のニュース（土日祝）               |
| 気象予報士     |                                   |                                                                                                  |
| 池津勝教       |                                   | かがのと かがのとラジオ                                                                          |

## 備考
- 衆議院議員総選挙の比例北陸信越ブロックの報道は金沢局が統括担当になる[52]。なお、比例北陸信越ブロックを構成する5県はNHKの地域ブロックにおいて、東京の本部直轄となる長野・新潟[注 1]と、名古屋放送局管轄となる富山・石川・福井に分かれネットワーク回線も別々のため、これら5県のブロック放送を行うため通信衛星を利用した放送が行われ、金沢局が送信元となる[53]。
- 石川県の放送局では唯一、岐阜県の天気予報を伝えている（ただし、飛騨地方のみで、注意報・警報のアナウンスは行われない）。